# Ilex sessilifructa
Ilex sessilifructa är en järneksväxtart som beskrevs av Edwin. Ilex sessilifructa ingår i släktet järnekar, och familjen järneksväxter. Inga underarter finns listade i Catalogue of Life.